# 플라네테스
플라네테스(일본어: プラネテス, Planetes)는 유키무라 마코토 작화의 일본의 하드 SF 만화이다. 선라이즈에 의해 26화 애니메이션 TV 시리즈로 각색되었으며 2003년 10월부터 2004년 4월까지 NHK를 통해 방영되었다. 2075년 우주파편수집선의 선원에 관한 이야기를 다루고 있다.
이 만화는 북아메리카에서 영어로 토쿄팝에 의해 출판되었으며 애니메이션은 북아메리카에서 반다시 엔터테인먼트를 통해 배급되었다. 만화와 애니메이션 모두 SF 시리즈 부문에서 세이운상을 받았다.

## 같이 보기
- 케슬러 증후군